# Tepetlacingo, Chilapa de Álvarez
Tepetlacingo är en ort i Mexiko.   Den ligger i kommunen Chilapa de Álvarez och delstaten Guerrero, i den södra delen av landet, 210 km söder om huvudstaden Mexico City. Tepetlacingo ligger 1 496 meter över havet och antalet invånare är 629.
Terrängen runt Tepetlacingo är kuperad. Runt Tepetlacingo är det ganska glesbefolkat, med 42 invånare per kvadratkilometer. Närmaste större samhälle är Chilapa de Alvarez, 4,8 km nordväst om Tepetlacingo. I omgivningarna runt Tepetlacingo växer huvudsakligen savannskog.